# Franco Uncini
Franco Uncini   (Civitanova Marche, 9 de març de 1955) és un antic pilot de motociclisme italià que va guanyar el campionat del món de 500cc amb Suzuki el 1982. El 2015 fou incorporat al Saló de la Fama de MotoGP.

## Trajectòria esportiva

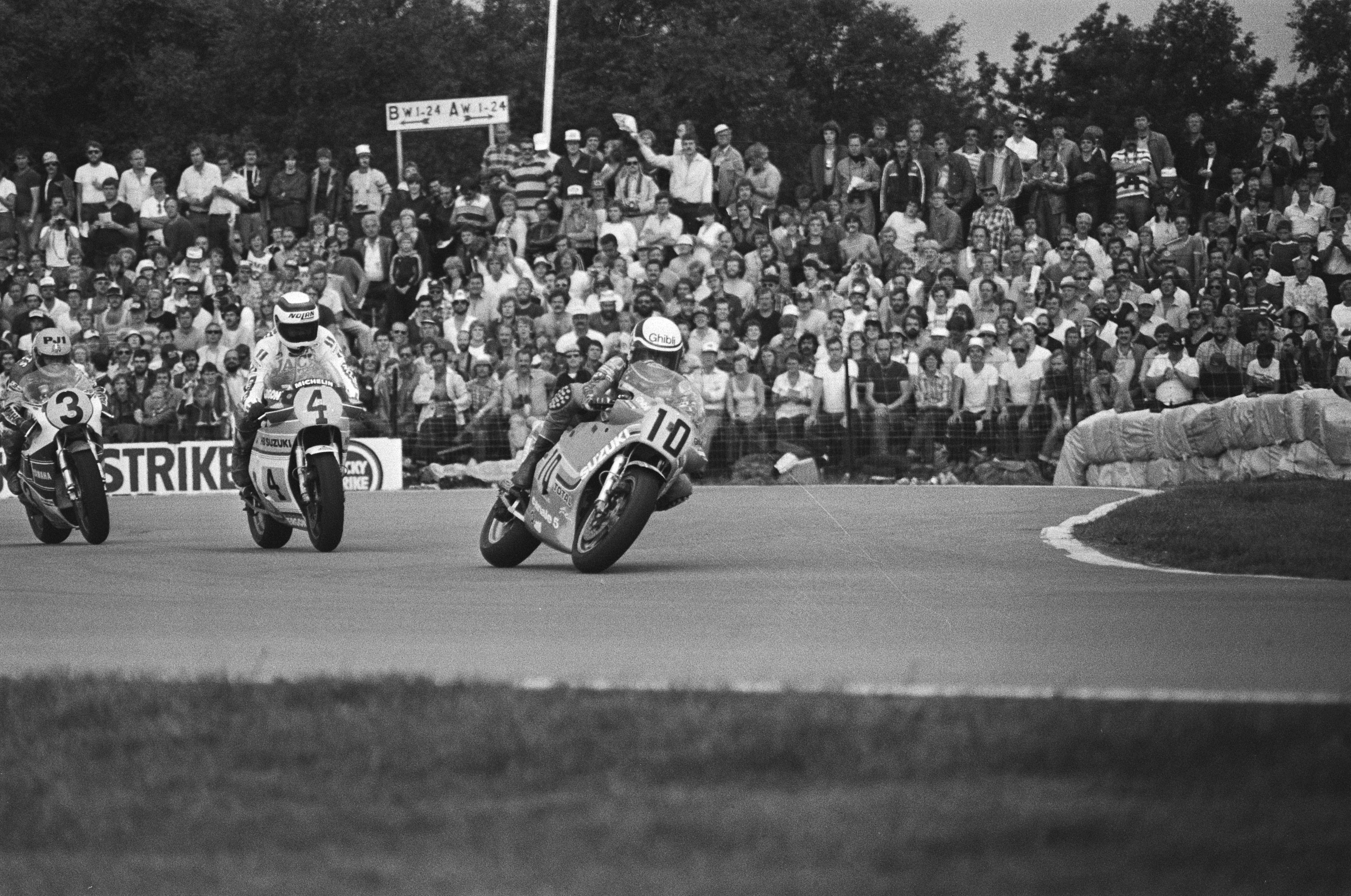
Uncini (10) davant de Jack Middelburg (4) i Kenny Roberts (3) al Dutch TT de 1982

Uncini va debutar com a pilot de motociclisme professional en la categoria de 750cc amb Laverda i va passar més tard a Ducati, amb la qual va aconseguir diversos títols de campió d'Itàlia.
Va debutar al campionat del món de velocitat amb Yamaha el 1976 en les classes de 250cc i 350cc. L'any següent va tornar a competir en ambdues classes, aquesta vegada amb l'equip de Harley-Davidson, i va guanyar dos Grans Premis a la de 250cc (el Gran Premi de les Nacions i el Gran Premi de Txecoslovàquia), acabant segon al campionat darrere de Mario Lega. Malgrat tot, la mala relació que tenia amb el seu company d'equip Walter Villa el va fer tornar a Yamaha.
Després d'uns anys decebedors amb un equip Yamaha privat, el 1979 es va comprar una Suzuki RG500 i va inscriure un equip privat propi a la classe de 500cc. Va ser el millor privat tant aquell any com el 1980, amb el cinquè i el quart lloc finals respectivament. Els accidents van dificultar la seva temporada de 1981, però després que Marco Lucchinelli deixés Suzuki per anar a Honda, Suzuki va oferir a Uncini una moto oficial patrocinada per la fàbrica en un equip dirigit per Roberto Gallina. Finalment, amb una moto competitiva, Uncini va poder guanyar el Campionat del Món el 1982 després d'haver obtingut cinc victòries en Gran Premi (als d'Àustria, Països Baixos, Iugoslàvia, Gran Bretanya i el de les Nacions). Uncini va ser el darrer italià a guanyar el mundial de 500cc fins a Valentino Rossi, campió el 2001, i el darrer europeu fins que Àlex Crivillé va guanyar el títol el 1999.
El 1983, Franco Uncini va patir greus lesions al Dutch TT d'Assen en caure de la moto i ser colpejat al cap per la de Wayne Gardner. Va entrar en coma però finalment se'n va recuperar. Retirat de les competicions després de la temporada de 1985, actualment és responsable de seguretat de la FIM a MotoGP.

## Resultats al Mundial de motociclisme
Font:
Barem de puntuació de 1969 a 1987:
| Posició | 1  | 2  | 3  | 4 | 5 | 6 | 7 | 8 | 9 | 10 |
| Punts   | 15 | 12 | 10 | 8 | 6 | 5 | 4 | 3 | 2 | 1  |

(Ids. Grans Premis | Llegenda) (Curses en negreta indiquen pole; curses en  itàlica indiquen volta ràpida)
| Any  | Categoria | Equip           | 1      | 2      | 3      | 4      | 5      | 6      | 7      | 8      | 9      | 10     | 11     | 12     | 13    | Punts | Posició | Victòries |
| ---- | --------- | --------------- | ------ | ------ | ------ | ------ | ------ | ------ | ------ | ------ | ------ | ------ | ------ | ------ | ----- | ----- | ------- | --------- |
| 1976 | 250cc     | Yamaha          | FRA -  |        | NAT -  | IOM -  | NED 10 | BEL -  | SWE -  | FIN -  | CZE -  | GER -  | ESP -  |        |       | 6     | 21è     | 0         |
| 1976 | 350cc     | Yamaha          | FRA -  | AUT -  | NAT 2  | IOM -  | NED 6  |        |        | FIN -  | CZE -  | GER -  | ESP 3  |        |       | 27    | 9è      | 0         |
| 1977 | 250cc     | Harley-Davidson | VEN -  | GER 3  | NAT 1  | ESP 13 | FRA -  | YUG -  | NED 2  | BEL 7  | SWE -  | FIN 4  | CZE 1  | GBR 4  |       | 72    | 2n      | 2         |
| 1977 | 350cc     | Harley-Davidson | VEN -  | GER -  | NAT 6  | ESP -  | FRA -  | YUG -  | NED 5  |        | SWE -  | FIN -  | CZE -  | GBR -  |       | 11    | 20è     | 0         |
| 1978 | 250cc     | Yamaha          | VEN -  | ESP 3  |        | FRA -  | NAT 3  | NED 4  | BEL 2  | SWE -  | FIN -  | GBR -  | GER -  | CZE 9  | YUG - | 42    | 8è      | 0         |
| 1978 | 350cc     | Yamaha          | VEN -  |        | AUT 2  | FRA -  | NAT 5  | NED 10 |        | SWE -  | FIN -  | GBR -  | GER -  | CZE -  | YUG - | 19    | 12è     | 0         |
| 1979 | 500cc     | Suzuki          | VEN 4  | AUT 6  | GER 6  | NAT -  | ESP 5  | YUG 3  | NED 6  | BEL -  | SWE -  | FIN -  | GBR 7  | FRA 4  |       | 51    | 5è      | 0         |
| 1980 | 500cc     | Suzuki          | NAT 2  | ESP 7  | FRA -  | NED 3  | BEL 6  | FIN 3  | GBR 6  | GER 7  |        |        |        |        |       | 50    | 4t      | 0         |
| 1981 | 500cc     | Suzuki          | AUT 7  | GER 10 | NAT 8  | FRA -  | YUG NC | NED -  | BEL -  | SM NC  | GBR 16 | FIN NC | SWE 7  |        |       | 12    | 13è     | 0         |
| 1982 | 500cc     | Suzuki          | ARG 4  | AUT 1  | FRA WD | ESP 3  | NAT 1  | NED 1  | BEL 3  | YUG 1  | GBR 1  | SWE NC | SM NC  | GER NC |       | 103   | 1r      | 5         |
| 1983 | 500cc     | Suzuki          | RSA 6  | FRA NC | NAT 4  | GER 5  | ESP 5  | AUT 5  | YUG NC | NED NC | BEL -  | GBR -  | SWE -  | SM -   |       | 31    | 9è      | 0         |
| 1984 | 500cc     | Suzuki          | RSA NC | NAT 5  | ESP NC | AUT 11 | GER 6  | FRA -  | YUG -  | NED -  | BEL -  | GBR 11 | SWE NC | SM 8   |       | 14    | 14è     | 0         |
| 1985 | 500cc     | Suzuki          | RSA 11 | ESP -  | GER NC | NAT 8  | AUT 13 | YUG NC | NED 13 | BEL 13 | FRA 12 | GBR 18 | SWE 15 | SM 6   |       | 8     | 15è     | 0         |